# Afryka Środkowa

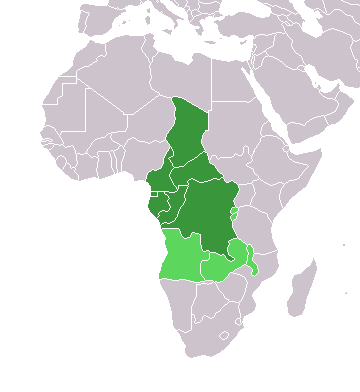
Państwa Afryki Środkowej (kolor ciemnozielony: przynależność do regionu uznawana bezspornie, kolor jasnozielony: tylko według części klasyfikacji)

Afryka Środkowa − region Afryki, obejmujący centralną część kontynentu.
Afryka Środkowa to termin używany m.in. przez Organizację Narodów Zjednoczonych w jej geoschemacie dla Afryki i obejmuje następujące kraje: Angolę, Burundi, Czad, Demokratyczną Republikę Konga, Gabon, Gwineę Równikową, Kamerun, Kongo, Republikę Środkowoafrykańską, Wyspy Świętego Tomasza i Książęcą, Zambię. Sześć spośród tych krajów (Kamerun, Republika Środkowoafrykańska, Czad, Gwinea Równikowa, Gabon i Republika Konga) jest również członkami Wspólnoty Gospodarczej i Walutowej Afryki Środkowej (CEMAC) i dzieli wspólną walutę – franka CFA Afryki Środkowej.
Z kolei Afrykański Bank Rozwoju definiuje Afrykę Środkową jako siedem krajów: Kamerun, Republika Środkowoafrykańska, Czad, Republika Konga, Demokratyczna Republika Konga, Gwinea Równikowa i Gabon.

## Skład etniczny
Po migracji Bantu Afryka Środkowa jest zamieszkana głównie przez ludy Bantu i przeważają tutaj języki bantu. Należą do nich m.in. ludy Mongo, Kongo i Luba. Afryka Środkowa obejmuje również wiele ludów ubangijskich, nilo-saharyjskich i nigero-kongijskich: w północnej części Afryki Środkowej dominują Kanuri z grupy nilo-saharyjskiej. 

## Religia
Struktura religijna w 2015 roku, według The Association of Religion Data Archives:
- katolicy – 48%,
- protestanci – 25,7%:
  - zielonoświątkowcy – 10,5%,
  - anglikanie – 0,4%,
  - pozostali – 14,8% (w tym: kalwini, baptyści, metodyści, adwentyści dnia siódmego, ewangelikalni i inni)
- muzułmanie – 9,6%:
  - sunnici – 6,7%,
  - szyici – 1,5%,
- tradycyjne religie plemienne – 6,3%,
- pozostali chrześcijanie – 6,2%,
- brak religii – 0,8%,
- bahaiści – 0,4%,
- inne religie – 0,2%,
- nieokreśleni – 2,9%.